# 彰徳路

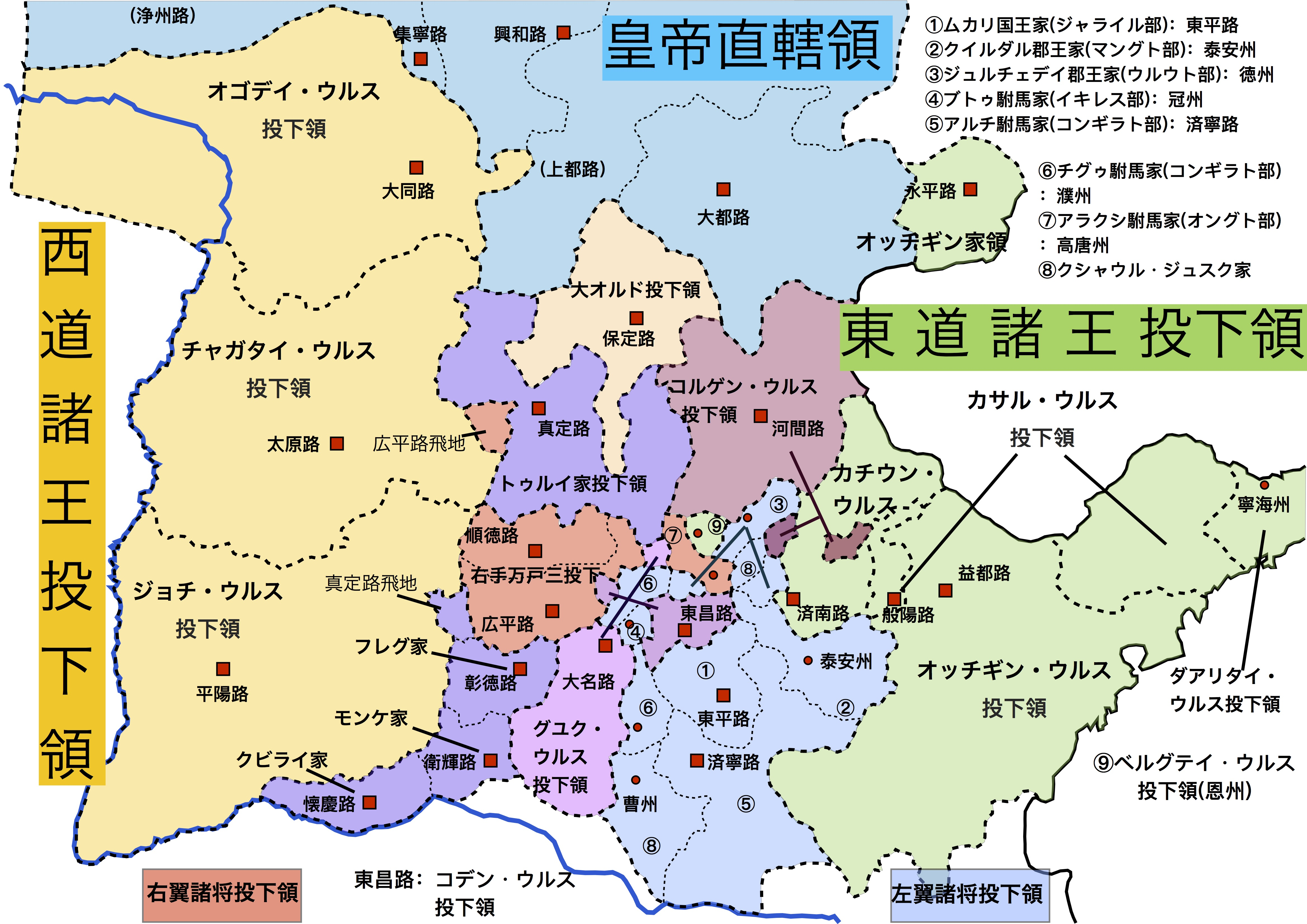
モンゴル時代の華北投下領。彰徳路は下部に位置する。

彰徳路（しょうとくろ）は、中国にかつて存在した路。モンゴル帝国および大元ウルスの時代に現在の河南省安陽市一帯に設置された。
イラン方面でイルハン朝（フレグ・ウルス）を築いたフレグを始祖とするフレグ王家の投下領であった。

## 歴史
唐代の相州を前身とする。モンゴル帝国第2代皇帝オゴデイ・カアンの治世の1232年に衛州・輝州の2州を管轄する彰徳総帥府が設置され、第4代皇帝モンケ・カアンの治世の1253年にはモンケの弟のフレグに「相之五県（＝相州の5県＝後の彰徳路）」が投下領として与えられている。この翌年にフレグは西アジア遠征に出発しており、フレグへの彰徳の授与は遠征に先立つ軍需品の提供という側面があったと見られる。
1265年（至元2年）には彰徳総管府が設置され、懐州・孟州・衛州・輝州及び安陽県・輔岩県・湯陰県・臨漳県・林慮県が所属することとされた。しかしその2年後には懐州・孟州・衛州・輝州それぞれに総管府が置かれ、また林慮県は林州に昇格された。その2年後、輔岩県が安陽県に編入されることで彰徳路の基本形が定まった。
モンケ死後の混乱の中でフレグはイラン方面で自立した（フレグ・ウルス）ため彰徳路はフレグ家の経済基盤としての価値を失い、またカイドゥの乱の勃発によって収益を輸送することすら不可能となってしまったが、クビライの治める大元ウルスでは彰徳路は依然としてフレグ家の領地であり続けた。これはクビライが名目上とはいえ全モンゴル系国家の宗主であり、諸王の権益を保全する態度を崩せなかったためと考えられる。そのため、フレグ家からは彰徳路に会計監査のための人材が派遣され、彰徳路からの収益はフレグ家の取り分として保管され続けた。
14世紀初頭、カイドゥの死によってカイドゥ・ウルスが解体してゆくとモンゴル系国家同士の連携が復活し、ユーラシアの人的・物的交流は拡大した。『ヴァッサーフ史』はフレグ・ウルス君主ガザン・カンが大元ウルスに使者を派遣したことを記し、また大元ウルスに到着した使者が帰国しようとする際に与えられた贈物について「それはフレグの受けるべき分け前であったが、モンケ・カアンの時代以来保管されていたものである。それを一艘の別のジャンク船に積載し、彼等の大使とともに友好と親善の意思を伝達するよう命ぜられた……」と伝えている。このペルシア語史料の記述により、モンケ・カアンの時代に設定された彰徳路の収益は14世紀初頭に至る迄フレグ家の取り分として保管されていたこと、それが海路によって輸送されたことが判明する。

## 管轄県
彰徳路には3県、1州が設置されていた。
- 安陽県
- 湯陰県
- 臨漳県
- 林州